# 普利茅斯鎮區 (堪薩斯州拉塞爾縣)
普利茅斯鎮區（英語：Plymouth Township）是位於美國堪薩斯州拉塞爾縣的一個行政鎮區。

## 地方資料
普利茅斯鎮區的面積為278.30平方千米，當中陸地面積為254.60平方千米，而水域面積為23.70平方千米。根據2010年美國人口普查的數據，當地共有人口280人，而人口密度為每平方千米1.01人。

## 外部連結
- US-Counties.com
- City-Data.com （页面存档备份，存于）